# عبد المجيد موسى
قرية عبد المجيد موسى هي إحدى القرى التابعة لمركز كوم حمادة في محافظة البحيرة في جمهورية مصر العربية. حسب إحصاءات سنة 2006، بلغ إجمالي السكان في عبد المجيد موسى 3890 نسمة، منهم 2025 رجل و1865 امرأة.